# Eurythmie anthroposophique
 (avril 2020).
Si vous disposez d'ouvrages ou d'articles de référence ou si vous connaissez des sites web de qualité traitant du thème abordé ici, merci de compléter l'article en donnant les références utiles à sa vérifiabilité et en les liant à la section « Notes et références ».

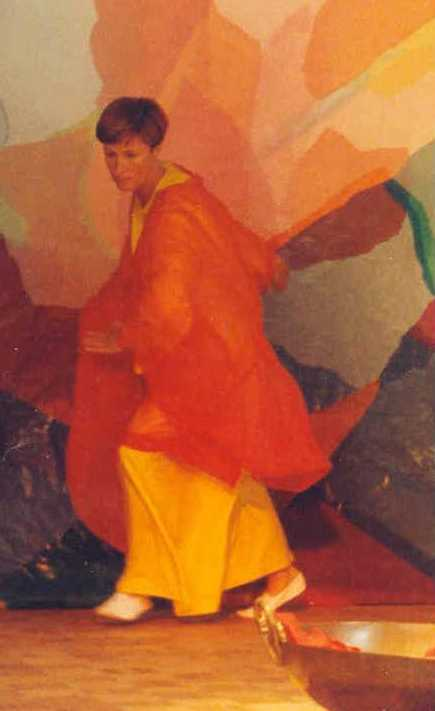
Eurythmiste lors d'une représentation

L'eurythmie est une forme de rite ésotérique dansé, issu de l'anthroposophie, créé par Rudolf Steiner et Marie Steiner et qu'ils appellent « art du mouvement ». L'eurythmie curative est apparue dans le cadre de la médecine anthroposophique comme une art-thérapie, bien que son efficacité n'ait pas été prouvée.

## Étymologie
L'eurythmie désigne dans l’Antiquité le « mouvement juste et harmonieux » ou encore « l'agencement heureux et équilibré », principalement dans le domaine des beaux-arts et de l'architecture,. Il sera notamment repris par Vitruve dans son traité De architectura.
Par la suite, ce terme sert également à exprimer l'habileté avec laquelle un chirurgien manie les instruments de son art.

## Définition
Selon Rudolf Steiner, l'eurythmie est la sœur de l'anthroposophie (et non sa fille) et lui est intimement liée. Il s'agit d'un langage codifié qui se danse et qui permet d'aborder l'anthroposophie par des mouvements corporels typiques : « En faisant reproduire ces gestes codifiés aux enfants, on induit dans leur esprit l’idée qu’il existerait un « langage universel ». L’eurythmie serait en effet, selon les anthroposophes, « le langage de l’invisible rendu visible ». ».
Selon les rares publications dans des revues scientifiques parlant de cette pratique, elle est à classer à la fois dans les pratiques d’art-thérapie et de thérapie basée sur le mouvement,. Des travaux remontant à 1975 ont pu démontrer qu’un travail psychomoteur pouvait réduire les perceptions de peur, de frustration et d'agression chez les enfants souffrant de troubles sélectifs des capacités.

## Développement de l'eurythmie à ses débuts
C'est au début du siècle dernier (à partir de 1911), que l'eurythmie a été développée par Rudolf Steiner (1861–1925), fondateur de l'anthroposophie. Elle remonte à des impulsions données par John Ruskin, au milieu du XIXe siècle. Avec l'eurythmie, Steiner a créé entre 1911 et 1925 une langue gestuelle dansée occulte. 
Les premières traces de réflexion de Steiner pour un art du mouvement remontent à 1908. Il donne cette année-là des conférences sur l’Évangile de Jean. Lors d'une conférence, il demande à Margarita Volochine, peintre et écrivain, s'il est possible de traduire par la danse un passage du texte. La réponse de Volochine est : « Je crois que tout ce que l'on ressent, on peut le danser », mais elle ne donne pas suite à cette initiative.
En tant qu'art du mouvement, l'eurythmie est née progressivement dans le cadre des mises en scène par Rudolf Steiner de ses quatre Drames mystères, entre 1910 et 1913, avec la collaboration étroite de Marie Steiner. Le 24 septembre 1912, c'est Marie Steiner qui propose le nom d'eurythmie, qui restera.

Lors de l'instauration des Jeux Olympiques, Pierre de Coubertin veut faire appel à l'eurythmie, car il voit en cet art une nouvelle forme des chœurs du théâtre grec. Il a regretté que Ruskin, auquel il avait fait appel pour la mise en valeur des Jeux, ait davantage publié sur l'eurythmie que sur le sport.

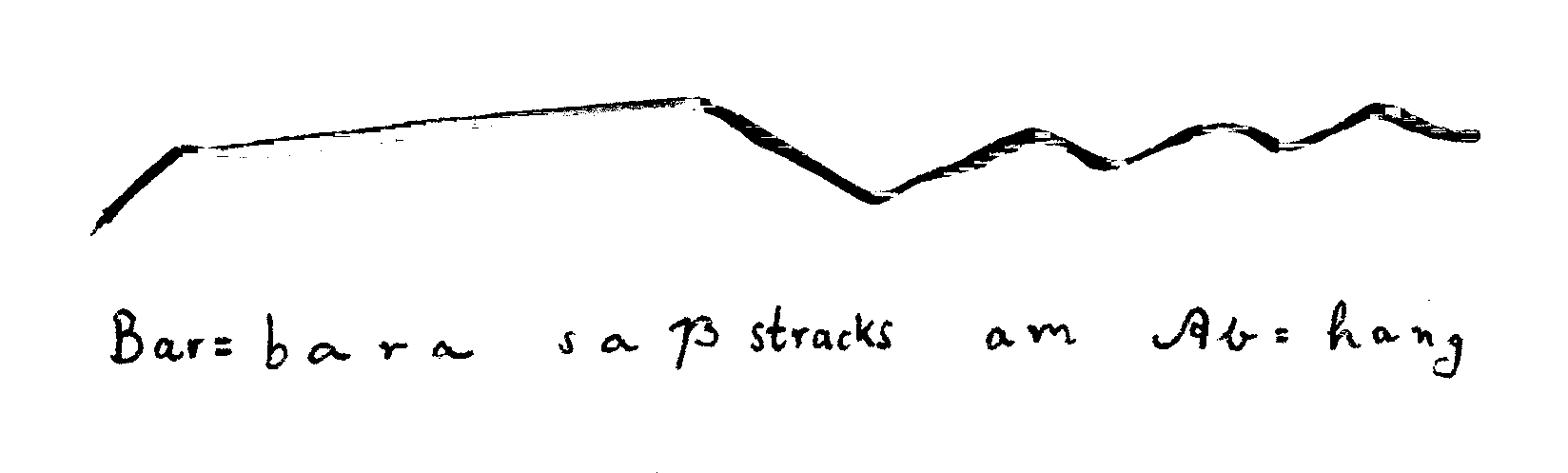
Exemple de forme de Rudolf Steiner donnée à Lory Maier-Smits. Bar-: élan vers le haut; -bara saß: sons tendus ; stracks: élan vers le bas ; am Abhang: mouvements de vagues (d'après Steiner/Smits/Beltle/Vierl)

Les premières écoles d'eurythmie sont fondées en 1924 à Dornach et à Stuttgart.

## Eurythmie curative
Pour l'eurythmie curative, une maladie est à considérer comme une perturbation d'ordre karmique. Les exercices, sous forme de mouvements appropriés, s'efforcent de rétablir une harmonie et un équilibre.
Dans le cadre de la médecine anthroposophique, l'eurythmie est utilisée pour des pathologies aiguës, chroniques ou dégénératives du système nerveux, du système circulatoire, du métabolisme ou du système moteur. On l'utilise aussi chez l'enfant pour les problèmes de développement et de handicaps, de même que pour les problèmes psychosomatiques, psychiatriques et pour les troubles de la vue et de la dentition. 
L'eurythmie curative n'est pas reconnue par la science. Il n'existe pas de preuves de son efficacité
L'eurythmie curative est dans certains pays une forme de thérapie spécifique de la médecine anthroposophique qui a été développée en 1921 par Rudolf Steiner en collaboration avec Ita Wegman à partir des gestes et des mouvements de l'eurythmie. En vertu d'une réglementation fédérale allemande, les frais engagés pour les soins d'eurythmie curative peuvent être remboursés par les caisses d'assurance-maladie.